# HV71 2011/2012
Elitserien i ishockey 2011/2012 var HV71:s 28:e säsong i Elitserien i ishockey. Under säsongen spelade laget även i European Trophy 2011.

## European Trophy
HV71 spelade under försäsongen i South Division i European Trophy. HV71 slutade fyra i gruppen och åkte därmed ut ur cupen.

### Tabell
De två främsta lagen gick vidare till slutspel.
| European Trophy 2011 - South Division | European Trophy 2011 - South Division | SM | V | O | F | ÖTV | ÖTF | SLV | SLF | GM | IM | MS | P  |
| ------------------------------------- | ------------------------------------- | -- | - | - | - | --- | --- | --- | --- | -- | -- | -- | -- |
| 1                                     | HC ČSOB Pojišťovna Pardubice          | 8  | 4 | 2 | 2 | 0   | 1   | 1   | 0   | 23 | 21 | +2 | 15 |
| 2                                     | Linköpings HC                         | 8  | 3 | 3 | 2 | 1   | 0   | 0   | 2   | 19 | 18 | +1 | 13 |
|                                       |                                       |    |   |   |   |     |     |     |     |    |    |    |    |
| 3                                     | Adler Mannheim                        | 8  | 4 | 0 | 4 | 0   | 0   | 0   | 0   | 22 | 24 | -2 | 12 |
| 4                                     | HV71                                  | 8  | 3 | 1 | 4 | 0   | 1   | 0   | 0   | 15 | 21 | -6 | 10 |
| 5                                     | HC Bílí Tygři Liberec                 | 8  | 1 | 2 | 5 | 1   | 0   | 1   | 0   | 16 | 19 | -3 | 7  |
| 6                                     | HC Kometa Brno                        | 8  | 1 | 1 | 6 | 0   | 0   | 1   | 1   | 20 | 27 | -7 | 5  |

## Transaktioner
| Nyförvärv till HV71 | Nyförvärv till HV71 | Nyförvärv till HV71 |
| ------------------- | ------------------- | ------------------- |
| Spelare             | Tidigare klubb      | Kontrakterad        |
| Mattias Karlsson    | Timrå IK            | 2 år                |
| Mats Trygg          | Hamburg Freezers    | 1 år                |
| Jason Krog          | Chicago Wolves      | 1 år                |
| Jesse Joensuu       | New York Islanders  | 2 år                |
| Noah Welch          | Chicago Wolves      | 1 år                |
| Patrik Carlsson     | Södertälje SK       | 1 år                |
| Morten Ask          | Lørenskog IK        | 1 år                |
| Tommy Kristiansen   | Sparta Warriors     | 2 år                |

| Förlänger med HV71 | Förlänger med HV71 |
| ------------------ | ------------------ |
| Spelare            | Kontrakterad       |
| Oscar Fantenberg   | 2 år               |
| Jesper Thörnberg   | 2 år               |
| Oscar Sundh        | 2 år               |
| Andreas Falk       | 1 år               |
| Jesper Fasth       | 3 år               |

| Lämnar HV71      | Lämnar HV71              |
| ---------------- | ------------------------ |
| Spelare          | Nytt lag                 |
| Nichlas Torp     | Timrå IK                 |
| Simon Önerud     | Timrå IK                 |
| Juuso Hietanen   | Torpedo Nizjnij Novgorod |
| André Petersson  | Ottawa Senators          |
| Martin Thörnberg | Torpedo Nizjnij Novgorod |
| Teemu Laine      | HK Dinamo Minsk          |
| Pasi Puistola    | Severstal Tjerepovets    |
| Kris Beech       | Lukko                    |
| Johan Björk      | HK Jesenice              |

| Lämnar HV71 under säsongen | Lämnar HV71 under säsongen | Lämnar HV71 under säsongen |
| -------------------------- | -------------------------- | -------------------------- |
| Spelare                    | Nytt lag                   | Datum                      |
| Fredrik Bremberg           | Timrå IK                   | 13 november                |